# Georgi Dzhikiya
Georgi Dzhikiya (Moscou, 21 de novembro de 1993), é um futebolista Russo que atua como zagueiro. Atualmente, joga pelo Spartak Moscou.

## Seleção Russa
Em 16 de novembro de 2019, ele marcou seu primeiro gol pela Seleção Russa nas eliminatórias para o Euro 2020 contra a Bélgica.

Em 2 de junho de 2021, ele foi convocado para a disputa da Eurocopa de 2020. Dzhikiya jogou todas as partida em todos os três jogos da Rússia, já que a Rússia foi eliminada na fase de grupos.